# (10730) White
(10730) White – planetoida z grupy pasa głównego asteroid okrążająca Słońce w ciągu 3 lat i 66 dni w średniej odległości 2,16 j.a. Została odkryta 19 września 1987 roku w Lowell Observatory (Anderson Mesa Station) przez Edwarda Bowella. Nazwa planetoidy pochodzi od Nathaniela Millera White'a (ur. 1941), w latach 1969-2007 astronoma Lowell Observatory. Przed nadaniem nazwy planetoida nosiła oznaczenie tymczasowe (10730) 1987 SU.